# Astrochelys

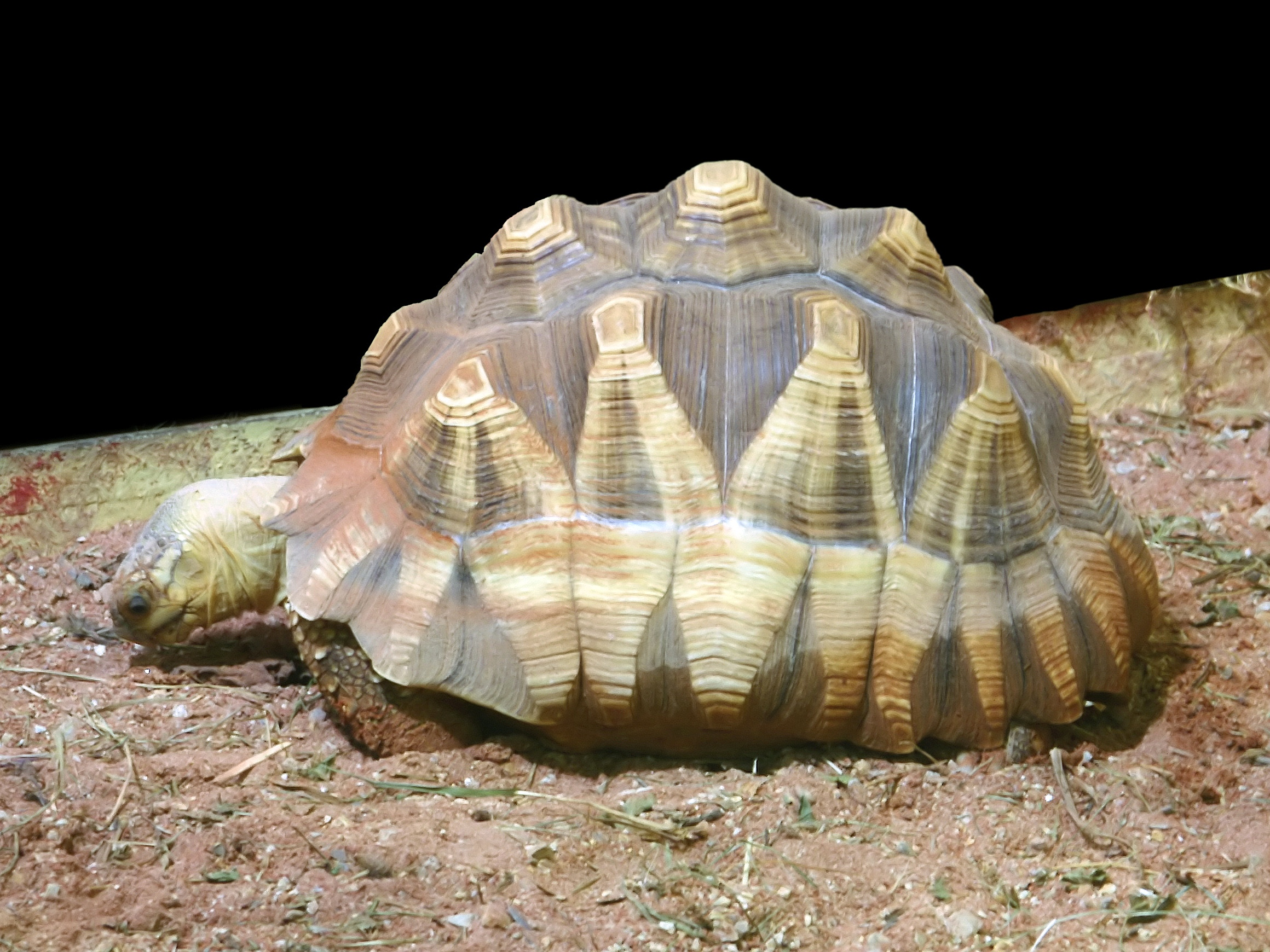
Angonoka teknős (Astrochelys yniphora)

A Astrochelys a hüllők (Reptilia) osztályába és a teknősök (Testudines) rendjébe és a szárazföldi teknősfélék (Testudinidae) családjába tartozó nem.

## Rendszerezés
A nembe az alábbi 2 faj tartozik:
- angonoka teknős vagy ekevasteknős (Astrochelys yniphora vagy Geochelone yniphora)
- sugarasteknős (Astrochelys radiata vagy Geochelone radiata)

Mind a két fajt átsorolták a Geochelone nembe, majd hosszas kutatás után 2007-ben helyezték vissza az Astrochelys nembe, ahová eredetileg tartoztak. Ezért van mind a két fajnak két tudományos neve. Az Astrochelys nembe tartozó két faj egyaránt súlyosan veszélyeztetett.

## Külső hivatkozás
- Animal Diversity
- A taxon adatlapja az ITIS adatbázisában. Integrated Taxonomic Information System. (Hozzáférés: 2010. november 26.), szerint a Geochelone nembe tartoznak